# 芥子毒气
芥子毒气（英語：Mustard gas），亦簡稱為芥子气，学名二氯二乙硫醚，是一种重要的糜烂性毒剂，因味道與芥末相似而得名。
芥子气主要通过皮肤或呼吸道侵入肌体，潜伏期2—12小时。它會直接损伤组织细胞，对皮肤、黏膜具有糜烂刺激作用：皮肤烧伤，出现红肿、水泡、溃烂；呼吸道黏膜发炎坏死，出现剧烈咳嗽和浓痰，甚至阻碍呼吸；眼睛出现结膜炎，导致红肿甚至失明；对造血器官也有损伤；多半有继发感染。摄入芥子气会引起呕吐和腹泻。世界衛生組織界定為一級致癌物。正常气候条件下，仅0.2{\displaystyle mg/m^{3}}的浓度就可使人受到毒害，死亡率約為1%。
由于其可以經皮膚入侵人體，只使用防毒面具不足以應付芥子氣的威脅，唯有穿著全套防毒衣或乘搭有核生化防護的載具，才可以安全通過受污染地區。在戰史上使用量、普遍性和殺傷最大，故被称作「毒剂之王」。
芥子气的含氮类似物称为氮芥，毒性比芥子气弱，被作为肿瘤化疗药物使用。

## 历史
1822年，比利时化學家德斯普雷兹（César-Mansuète Despretz）发现芥子气。1886年，德国化學家维克托·梅耶首次人工合成纯净的芥子气；他发明的合成方法至今仍是芥子气最重要的合成方法之一。
在第一次世界大战中，德军首先在比利时的伊普尔地区对英法联军使用芥子气，并引起交战各方仿效，當時稱芥子气為「Yperite」；当时身为德國巴伐利亚步兵班长的希特勒曾被英军的芥子气炮弹毒伤，眼睛暂时失明。据统计，在第一次世界大战中共有12,000吨芥子气被用於战争用途；因毒气伤亡的人数达到130万人，其中88.9%是因芥子气中毒。
在第二次世界大战中，日軍曾在中国东北地区秘密驻有负责毒气研究和试验的七三一部隊；并在中日战争初期的淞滬會戰、徐州會戰、衡陽戰役等大规模戰役中使用过大量芥子气，造成中国军民大量傷亡。两伊战争中，伊拉克也使用過芥子氣對付伊朗軍隊。

## 物理性质
芥子气的凝固点高，当气温低于凝固点时纯品会形成针状结晶，所以一般不在气温低的情况（如冬季）下使用，或加入四氯化碳/二氯乙烷/路易氏气形成低凝固点的混合物；比重大、溶解度小，在水中大都沉于水底，少部分呈油状薄膜漂浮水面，可造成水源长期染毒；蒸氣壓低而難揮發，但能穿透橡膠製品。
| 状态和颜色    | 无色或微黄色油状液体；工业品为淡黄色/黄色油状液体，含杂质越多，贮存时间越长、颜色越深，有深至深褐色的。挥发性中等，难溶于水，易溶于乙醇等有机溶剂。 |
| 气味          | 纯品有不易察觉、略带甜味的大蒜气味，工业品有较浓的大蒜气味或芥末气味。空气中可凭嗅觉察觉到的最低浓度为0.7ug/L。                                     |
| 凝固点        | 14.43℃ |
| 沸点          | 217℃（常压；分解） |
| 比重（20℃）   | 1.27 |
| 蒸气比重      | 5.5 |
| 挥发度（20℃） | 0.57 mg/L |
| 溶解度（20℃） | 0.081％ |
| 持久性        | 夏天：空曠地5到24小时、森林三到五天 冬天：三天到数周                                                                                                |
| 渗透性        | 能渗透皮肤、布、皮革、橡皮等物质 |

## 化学性质
芥子气可以被浓硝酸氧化为β,β'-二氯乙基亚砜，被三氧化铬-乙酸氧化为β,β'-二氯乙基砜。

## 合成
Depretz利用乾燥的乙烯處理二氯化硫製備芥子氣:
SCl2 + 2 C2H4 → (ClCH2CH2)2S
Levinstein法則以一氯化硫為底物:
8 S2Cl2 + 16 C2H4 → 8 (ClCH2CH2)2S + S8
以上反應都要求和緩的加料速度，成品純度在66%~70%間，且含有膠狀硫，久置則析出。多用於工業規模的生產。
Meyer法用三氯化磷作氯化劑，通過硫二甘醇的氯代獲得芥子氣。硫二甘醇可由2-氯乙醇和硫化鈉作用製得：
3 (HOCH2CH2)2S + 2 PCl3 → 3 (ClCH2CH2)2S + 2 P(OH)3
1912年，Clarke以濃鹽酸替代Meyer法所用的三氯化磷，進一步降低了生產成本：
(HOCH2CH2)2S + 2 HCl → (ClCH2CH2)2S + 2 H2O
此外，氯化亞砜、光氣均可用作硫二甘醇的氯化劑。後者可以製得純度很高的芥子氣。

## 毒害机理
硫原子的亲核性产生邻基参与作用，使得氯格外容易脫離，形成强亲电试剂锍离子。后者受DNA的鸟嘌呤碱基进攻，形成交联DNA，干扰基因复制与表达，从而诱发胞溶作用，产生组织坏死、水肿乃至癌变。

## 急救办法
在染毒12小时内用30％浓度的硫代硫酸钠（大蘇打）溶液处理染毒部位皮肤可以有效减轻痛苦。临床上常用注射谷胱甘肽配合口服维生素E来治療芥子气中毒。芥子气可溶於鹼性液，所以残毒可以用石灰水消毒。